# Vața, Argeș
Vața este un sat în comuna Vedea din județul Argeș, Muntenia, România.